# Treklyano (huyện)
Treklyano là một huyện thuộc tỉnh Kyustendil, Bungaria. Dân số thời điểm năm 2001 là 1144 người.